# Золоті ворота (село Волокитине)

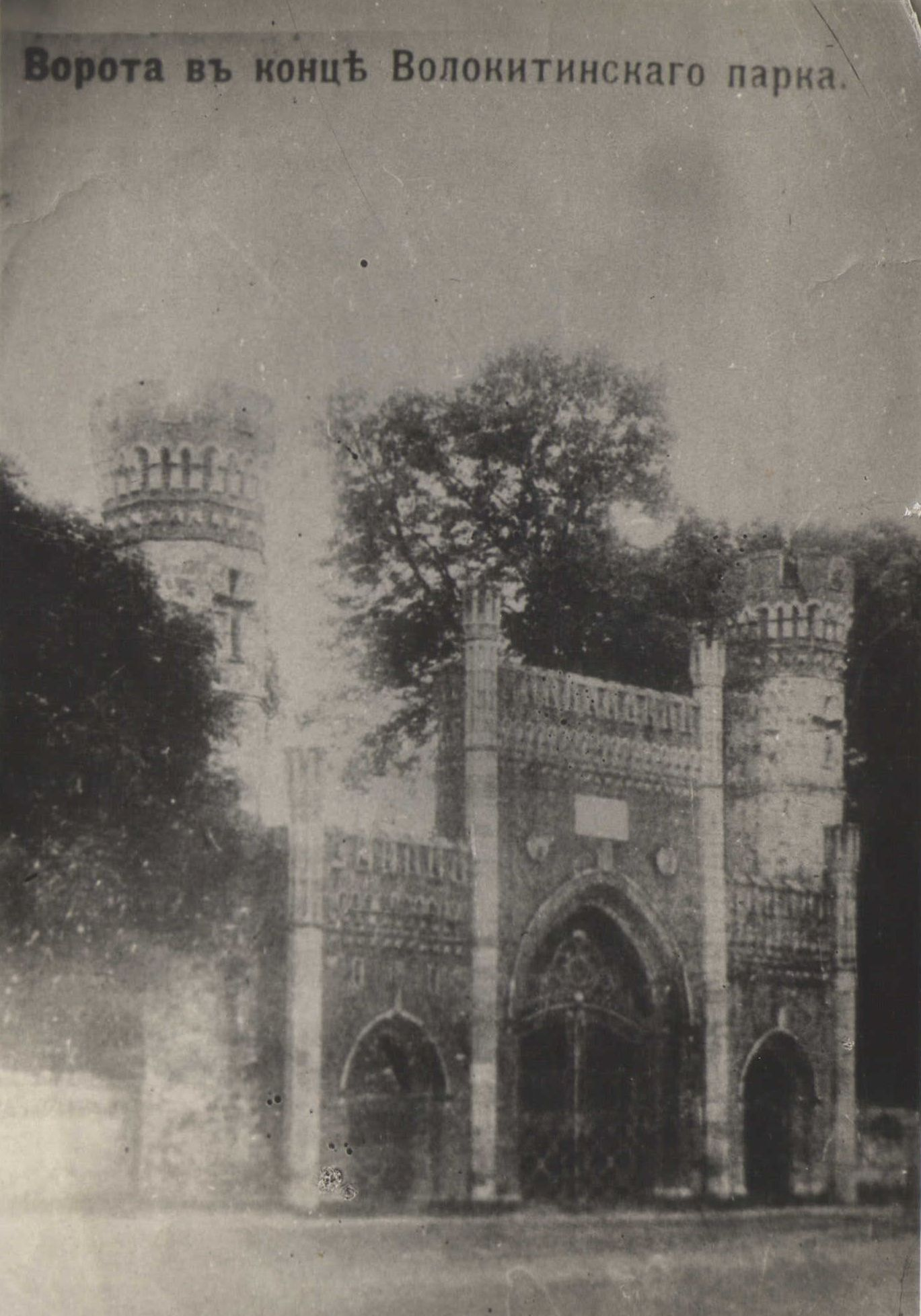
Так звані «Золоті Ворота» в селі Волокитине, колишній в'їзд до панської садиби.

«Золоті́ воро́та» — ворота знаходяться в селі Волоки́тине — село в Україні, в Путивльському районі Сумської області.
Розташовано на берегах річок Клевень та Есмань, за 16 км від райцентру.

## Історія зведення
Ворота зведено в другій половині XIX століття. Автор невідомий. Мавританські ворота, які відкривали в'їзд на садибу поміщика Миклашевського складаються з трьох частин: високої центральної арки для проїзду і двох бічних — для пішоходів. Верх воріт оформлений зубцями. Поряд з воротами височіє зубчаста шестигранна вежа. Вражає тонкістю роботи мереживо металевих ґрат на воротах і хвіртках.

## Архітектура
Виконані вони невідомими майстрами в готичному стилі з добротних «вічних» матеріалів: буту з пісковику, цегли з архітектурними деталями з граніту.